# Electra Havemeyer Webb
Electra Havemeyer Webb  (auch Mrs. James Watson Webb) (* 16. August 1888 in New York, NY, USA; † 19. November 1960 ebenda) war eine amerikanische Kunstsammlerin. Sie begründete das Shelburne Museum in Vermont.

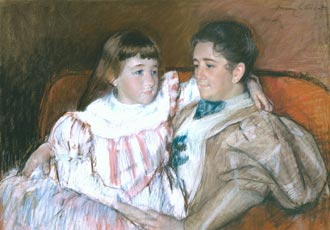
Mary Cassatt: Electra Havemeyer mit ihrer Mutter Louisine Havemeyer, 1895, Shelburne Museum

## Leben
Electra Havemeyer war das dritte Kind von Henry O. Havemeyer (1847–1907) und Louisine W. Havemeyer. Beide Eltern stammten aus Familien von Zuckerfabrikanten und gehörten zu den reichsten Familien der Vereinigten Staaten. Ihr Elternhaus an der vornehmen New Yorker Fifth Avenue war gefüllt mit einer umfangreichen Kunstsammlung von europäischen Gemälden, chinesischen Vasen, japanischen Lackarbeiten, antiken Skulpturen und Möbeln von Tiffany. Schon als Kind reiste sie mehrfach mit ihren Eltern nach Europa (vor allem nach Frankreich) und besuchte neben Museen vor allem Kunstgalerien.
1910 heiratet Electra James Watson Webb II (1884–1960), welcher mütterlicherseits mit der Familie Vanderbilt verwandt war und somit ebenfalls zu den reichsten Familien Amerikas gehörte. Das Ehepaar bekam fünf Kinder und lebte in New York und Brick House in Shelburne in Vermont. Ihr Reichtum lässt sich daran ermessen, dass allein Electra Havemeyer Webb im Jahre 1940 Aktien im Wert von über 400.000 US-Dollar (entspricht heute ungefähr 7.700.000 US-Dollar) besaß.
Die Einrichtung ihrer New Yorker Wohnung zusammen mit einem Teil der von ihren Eltern geerbten Kunstsammlung befindet sich im dafür errichteten Electra Havemeyer Webb Memorial Building auf dem Gelände des Shelburne Museums.
Die eigentliche Leistung von Electra Havemeyer Webb war ihre Sammelleidenschaft von amerikanischer Volkskunst (Americana) zu einer Zeit, als sich niemand für diese Dinge interessierte. Während sich andere Sammler am europäischen Geschmack orientierten, streifte Electra Havemeyer übers Land und kaufte den Farmern alte Landmaschinen, Geschirr und altes Spielzeug ab. Für ihre Zeitgenossen war dies schlichtweg Müll sammeln. Ihre Sammlung hatte außer dem regionalen Bezug keine Grenzen: neben Kutschen und Eisenbahnwagen kamen auch ein Dampfschiff, eine holzgedeckte Brücke und schließlich ganze Gebäude hinzu. Sie trug Scheunen, einen Leuchtturm, ein Gefängnis, Ladengeschäfte und Handwerksbetriebe zusammen – bis ihre Sammlung schließlich mehr als 150.000 Stücke umfasste. Das hierfür von ihr 1947 gegründete Shelburne Museum gehört zu den bedeutendsten Museen für amerikanische Volkskunst. Electra Havemeyers Einsatz ist es zu verdanken, dass die Volkskunst in Amerika vom Gebrauchsgut zum kulturhistorischen Museumsgut aufgewertet wurde. Sie wird auch als Großmutter der Volkskunst bezeichnet.

## Weblink
- https://shelburnemuseum.org/

| Personendaten    | Personendaten                                        |
| ---------------- | ---------------------------------------------------- |
| NAME             | Havemeyer Webb, Electra                              |
| KURZBESCHREIBUNG | US-amerikanische Kunstsammlerin und Museumsgründerin |
| GEBURTSDATUM     | 16. August 1888                                      |
| GEBURTSORT       | New York                                             |
| STERBEDATUM      | 19. November 1960                                    |
| STERBEORT        | New York                                             |